# Triadelphia loudetiae
Triadelphia loudetiae är en svampart som beskrevs av Maggi, Bartoli & Rambelli 1978. Triadelphia loudetiae ingår i släktet Triadelphia, divisionen sporsäcksvampar och riket svampar.   Inga underarter finns listade i Catalogue of Life.